# ریخت‌زایی دیجیتال

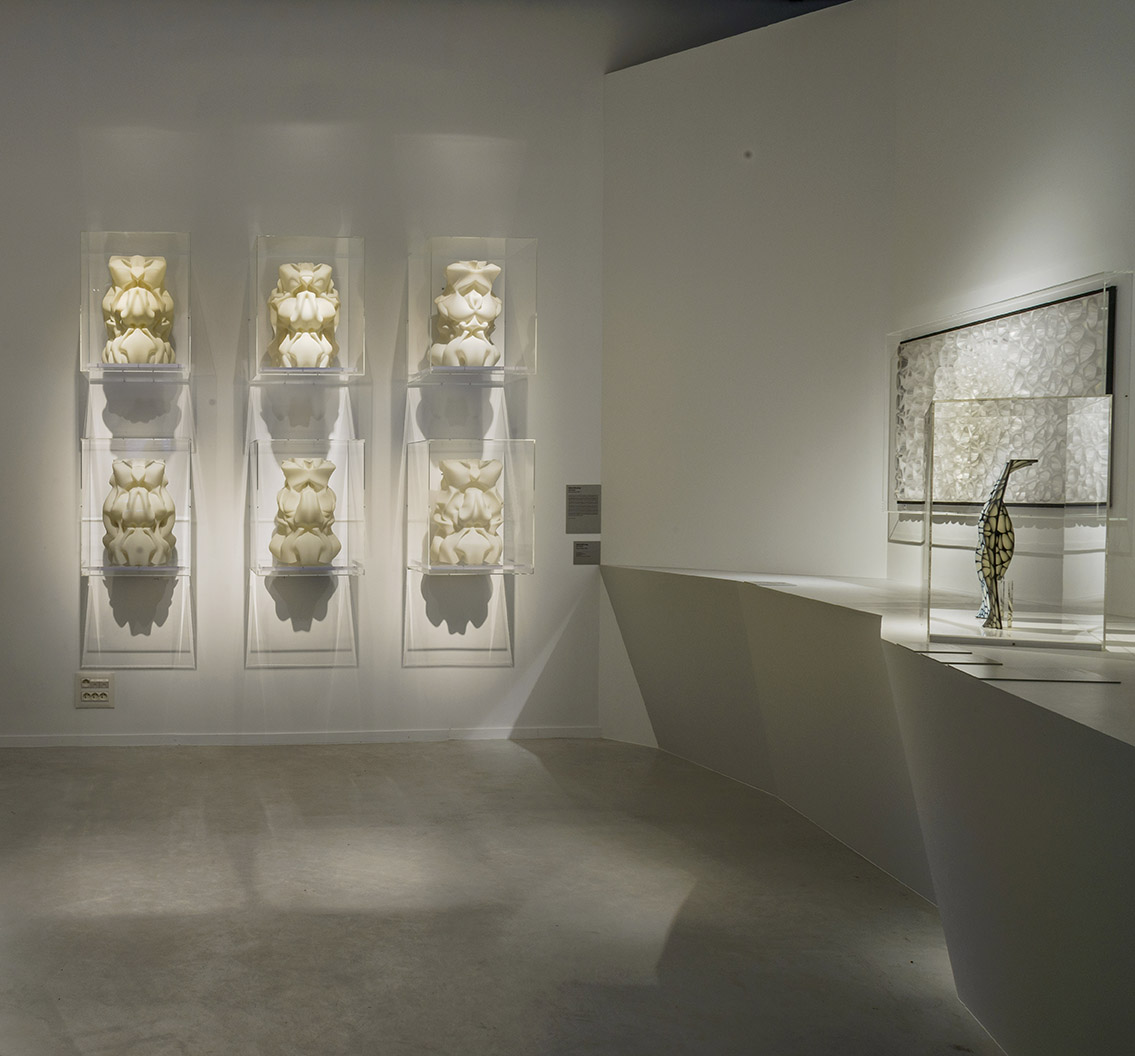
ریخت‌زایی دیجیتال

ریخت‌زایی دیجیتال عبارتند از روند توسعه شکل که توسط محاسبات در دسترس می‌گردد. در حالی که این مفهوم در بسیاری از مناطق قابل اجرا است، از اصطلاح "ریخت‌شناسی دیجیتال"  در درجه اول مورد  معماری استفاده می‌گردد.
در معماری ریخت‌شناسی دیجیتال گروهی از روش‌ها است که رسانه دیجیتال رابه خدمت می‌گیرد برای شکل‌دهی و نه برای نمایش.

## ریشه‌شناسی
واژه ریخت‌شناسی معادل واژه لاتین مورفوژنز می‌باشد که از دو واژه مورف به معنای قیافه و ژنز به معنای ساختن تشکیل شده‌است.